# Kim Joo-young (acteur)
Kim Joo-young (coréen : 김주영), né le 27 septembre 1987, est un acteur sud-coréen.

## Filmographie

### Au cinéma
- 2004 : The Big Swindle
- 2004 : Frères de sang
- 2009 : The Naked Kitchen
- 2010 : Cyrano Agency
- 2012 : China Blue : Gil-nam

### À la télévision
- 2007 : Dear Lover : Amis de Lee Ae-young
- 2007 : Mackerel Run : Go Gwi-dong
- 2007 : Merry Mary : Hwang Dae-han
- 2008 : Formidable Rivals / Powerful Opponents
- 2010 : Face Me and Smile  : Soo-min
- 2011 : Big Heat : Kim San
- 2011 : Vampire Prosecutor : Choi Dong-man
- 2011 - 2012 : Color of Women : Lee Joon-sang
- 2012 : Drama Special: Little Girl Detective : Choi Tae-pyeong
- 2012 : Vampire Prosecutor 2 : Choi Dong-man
- 2013 : Cruel Palace - War of Flowers : Hyojong